# ۹۷۹ (قمری)
۹۷۹ (قمری)، نهصد و هفتاد و نهمین سال در گاهشماری هجری قمری است. اول محرم این سال برابر با پنجم ژوئن سال ۱۵۷۱ میلادی است.

## زادگان
1. ملاصدرا